# Daşca
Daşca är en ort i Azerbajdzjan.   Den ligger i distriktet Qəbələ, i den centrala delen av landet, 190 km väster om huvudstaden Baku. Daşca ligger 603 meter över havet och antalet invånare är 747.
Terrängen runt Daşca är platt åt sydväst, men åt nordost är den kuperad. Närmaste större samhälle är Qutqashen, 5,7 km nordost om Daşca. 
Trakten runt Daşca består till största delen av jordbruksmark. Runt Daşca är det ganska tätbefolkat, med 58 invånare per kvadratkilometer.